# Günəşli (Şabran)
Günəşli è un comune dell'Azerbaigian situato nel distretto di Şabran. 